# Естонија на Светском првенству у атлетици на отвореном 2013.
Естонија је на Светском првенству у атлетици на отвореном 2013. одржаном у Москви од 10. до 18. августа учествовала једанаести пут, односно учествовала је под данашњим именом на свим првенствима од 1993. до данас. Репрезентацију Естоније представљало је 9 атлетичара (5 мушкараца и 4 жене), који су се такмичили у 7 атлетских дисциплина.
На овом првенству Естонија је освојила једну бронзану медаљу и по броју освојених медаља делила 33 место. Није оборен ниједан рекорд. У табели успешности према броју и пласману такмичара који су учествовали у финалним такмичењима (првих 8 такмичара) Естонија је са два учесника у финалу делила 38. место са освојених 7 бодова.
| Плас. | Земља    | 1. место | 2. место | 3. место | 4. место | 5. место | 6. место | 7. место | 8. место | Бр. финал. | Бод. |
| ----- | -------- | -------- | -------- | -------- | -------- | -------- | -------- | -------- | -------- | ---------- | ---- |
| =38.  | Естонија | 0        | 0        | 1        | 0        | 0        | 0        | 0        | 1        | 2          | 7    |

## Учесници
| Мушкарци: - Расмус Меги — 400 м препоне - Герд Кантер — Бацање диска - Ристо Метас — Бацање копља - Мик Пахапил — Десетобој - Мајкел Уибо — Десетобој | Жене: - Ана Иљуштшенко — Скок увис - Лина Ласма — Бацање копља - Мари Клауп — Седмобој - Грит Шадејко — Седмобој |  |

## Освајачи медаља

### Бронза
- Герд Кантер — бацање диска

## Резултати

### Мушкарци
| Атлетичар   | Дисциплина    | Лични рекорд | Група    | Група        | Полуфинале           | Полуфинале           | Финале               | Финале       | Детаљи |
| Атлетичар   | Дисциплина    | Лични рекорд | Резултат | Место        | Резултат             | Место                | Резултат             | Место        | Детаљи |
| ----------- | ------------- | ------------ | -------- | ------------ | -------------------- | -------------------- | -------------------- | ------------ | ------ |
| Расмус Меги | 400 м препоне | 49,54        | 50,05    | 5 у гр. 2    | Није се квалификовао | Није се квалификовао | Није се квалификовао | 27 / 35 (37) |        |
| Герд Кантер | бацање диска  | 73,38 НР     | 65,54    | 2 у гр. А КВ |                      |                      | 65,19                |              |        |
| Ристо Метас | бацање копља  | 82,10        | 80,18 кв | 5. у гр. Б   | 80,03                | 8 / 32 (33)          |                      |              |        |

Десетобој
| Атлетичар   | Дисциплина | 100 м | Даљ  | БКу      | Вис  | 400 м    | 110 м пр. | Диск  | СМ       | БКо      | 1.500 м    | Укупно    | Пласман      | Белешка |
| ----------- | ---------- | ----- | ---- | -------- | ---- | -------- | --------- | ----- | -------- | -------- | ---------- | --------- | ------------ | ------- |
| Мик Пахапил | Резултат   | 11,11 | 7,12 | 14,87    | 1,99 | 49,84 ЛР | 14,54     | 47,57 | 5,00 ЛРС | 62,89    | 4:33,16 ЛР | 8.170 ЛРС | 16 / 25 (34) |         |
| Мик Пахапил | Бодови     | 789   | 842  | 782      | 794  | 822      | 948       | 748   | 910      | 765      | 725        | 8.170 ЛРС | 16 / 25 (34) |         |
| Мајкел Уибо | Резултат   | 11,21 | 7,26 | 13,68 ЛР | 2,11 | 50,60 ЛР | 15,29     | 41,84 | 4,90     | 59,63 ЛР | 4:48,29    | 7.850     | 19 / 25 (34) |         |
| Мајкел Уибо | Бодови     | 814   | 876  | 709      | 906  | 787      | 815       | 702   | 880      | 732      | 629        | 7.850     | 19 / 25 (34) |         |

### Жене
| Атлетичарка    | Дисциплина   | Лични рекорд | Група    | Група      | Полуфинале | Полуфинале | Финале                | Финале  | Детаљи |
| Атлетичарка    | Дисциплина   | Лични рекорд | Резултат | Место      | Резултат   | Место      | Резултат              | Место   | Детаљи |
| -------------- | ------------ | ------------ | -------- | ---------- | ---------- | ---------- | --------------------- | ------- | ------ |
| Ана Иљуштшенко | скок увис    | 1,96 НР      | 1,88     | 6. у гр. Б |            |            | Није се квалификовала | 16 / 27 |        |
| Лина Ласма     | бацање копља | 60,25        | 56,93    | 14 гр. Б   |            |            | Није се квалификовала | 24 / 27 |        |

седмобој
| Атлетичарка  | Дисциплина | 100 м пр. | Вис  | БКу      | 200 м    | Даљ  | БКо      | 800 м       | Укупно        | Пласман       | Белешка |
| ------------ | ---------- | --------- | ---- | -------- | -------- | ---- | -------- | ----------- | ------------- | ------------- | ------- |
| Мари Клауп   | Резултати  | 13,99 ЛР  | 1,74 | 12,85 ЛР | 25,54 ЛР | 5,77 | 50,15 ЛР | 2:18,57 ЛРС | 5.924 ЛРС     | 21 / 29 (33)  |         |
| Мари Клауп   | Бодови     | 980       | 903  | 717      | 838      | 780  | 863      | 843         | 5.924 ЛРС     | 21 / 29 (33)  |         |
| Грит Шадејко | Резултати  | 13,40 ЛРС | 1,77 | 11,49    | 24,46    | 6,11 | НС       | НС          | Није завршила | Није завршила |         |
| Грит Шадејко | Бодови     | 1.065     | 941  | 627      | 937      | 883  | 0        | 0           | Није завршила | Није завршила |         |